# Cão de Guerra

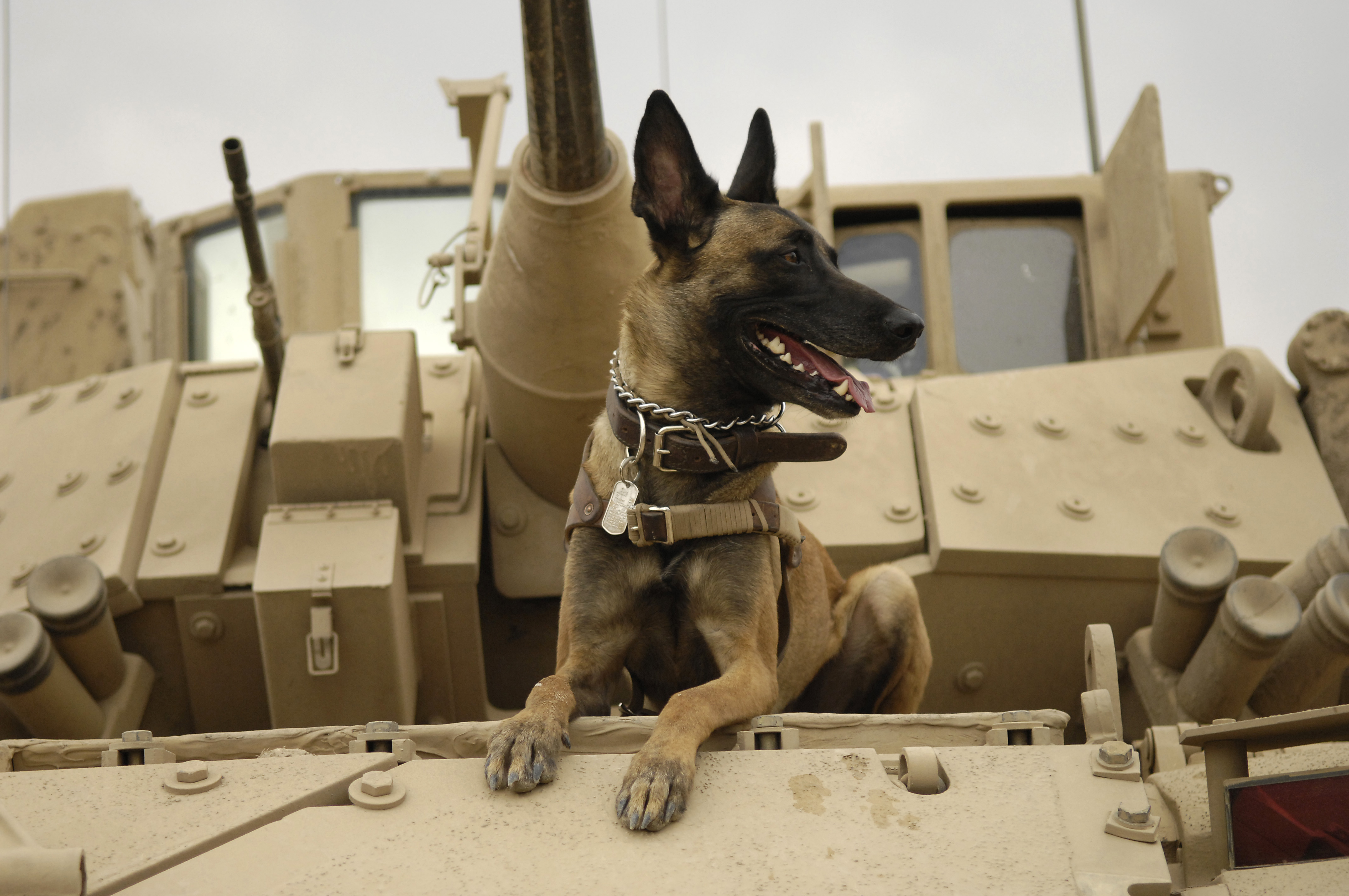
Um malinois da Força Aérea dos EUA em um M2 Bradley no Iraque, em 2007.

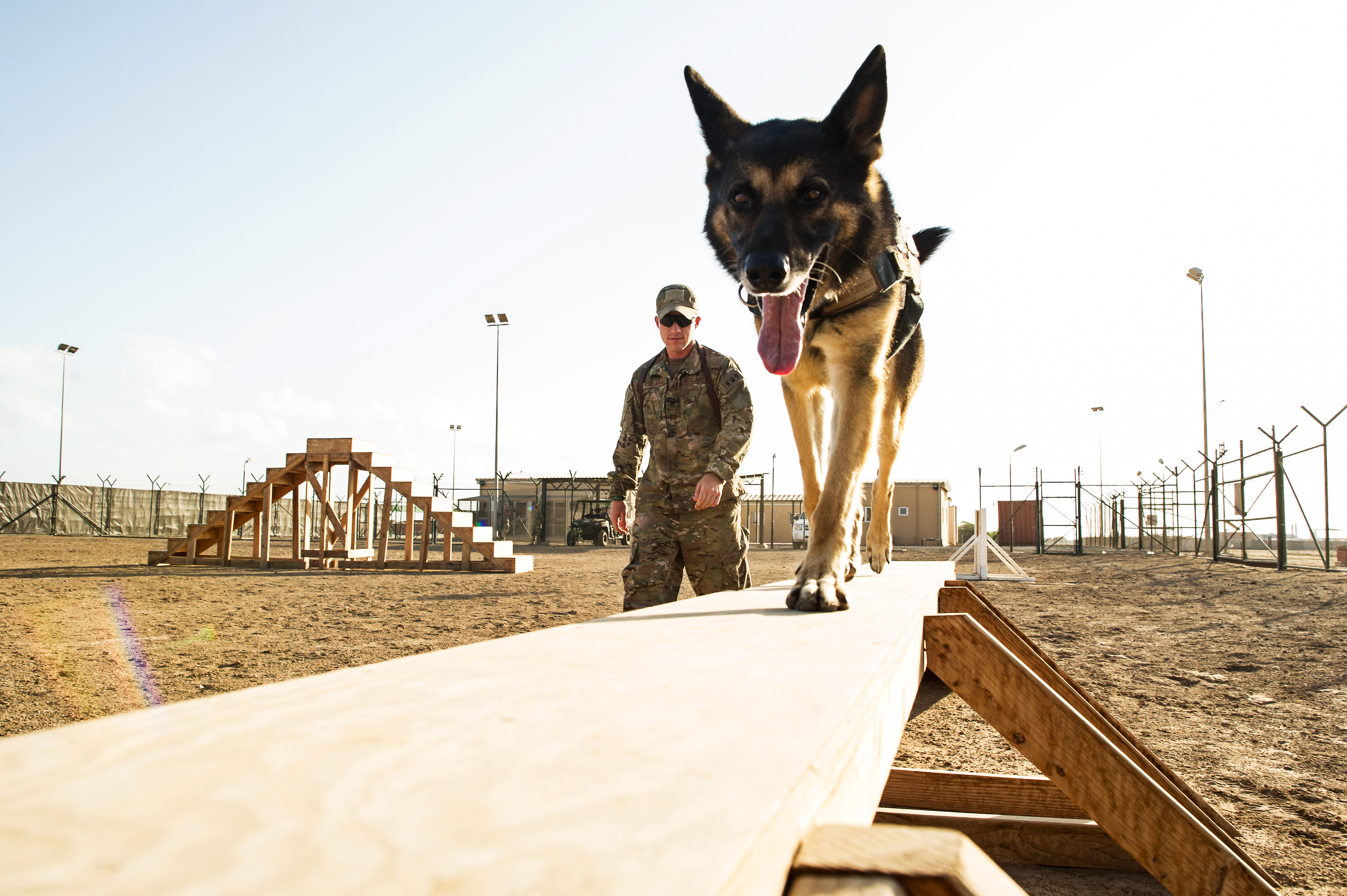
Um cachorro durante treinamento militar em Djibuti em 2013.

Um cão de guerra ou cão militar, é um cão usado em contexto militar, qualquer que seja sua natureza.
Os cães têm um uso antigo e duradouro na história militar, sendo empregados como cães de combate, cães de guarda, mensageiros, cães de detecção ou rastreamento e até mesmo cães antitanque. Seu uso mudou com a evolução das técnicas de guerra e a evolução do respeito pelos animais, mas o cão continua sendo usado até hoje.

## Histórico

### Gênese
Cães de guerra existem na antiguidade desde pelo menos o século VIII a.C., usado pelos egípcios, gregos, persas, cimbros, gauleses, bretões ou romanos. O Canis Molossus dos molossos do Épiro era o cão de guerra mais forte conhecido pelos gregos (notavelmente Peritas, o molosso de Alexandre, o Grande), o qual foi treinado especificamente para a batalha.
No Egito, no século XVI a.C., no peito de Tutancâmon, o rei atira um arco de sua biga, enquanto seus cães avançam contra seus inimigos. Nos tempos antigos, os cães, muitas vezes raças do tipo mastim, eram vestidos com armaduras e coleiras cravejadas e enviados para a batalha para atacar o inimigo. De acordo com Plínio, o Velho, a cidade de Colofão, que estava em guerras constantes, mantinha grandes rebanhos de cães, rápidos para atacar e que nunca se recusavam a lutar. Os romanos utilizavam formações de cães de ataque. Diz-se que os mastins romanos descendem dos cães persas, que chegaram aos romanos através dos gregos, descendentes dos mastins tibetanos. Estes "canes bellatores" (cães de guerra) assemelhavam-se ao moderno Mastim napolitano e pesavam entre 40 e 50kg. Eram usados para guardar acampamentos, finalizar os feridos inimigos no campo de batalha e atacar soldados de infantaria isolados ou os cavalos dos cavaleiros.
No entanto, eles foram superados pelos poderosos mastins que Roma encontrou durante a conquista da Gália e especialmente da Grã-Bretanha. O poeta Grattius Faliscus, no século I a.C., relata assim a derrota dos mastins romanos do Épiro contra os cães gauleses da Bretanha. Posteriormente, esta raça foi trazida de volta para Roma e foi disseminada por todo o Império.
Em 1930, perto de Châlons-en-Champagne, no Marne, foram descobertos os túmulos de 26 cães dos exércitos romanos com oferendas representando as batalhas em que foram retratados.
Átila usou cães molossos durante suas campanhas. O costume se espalhou entre as famílias reais na Idade Média para comprar raças de cães de guerra ou de combate. Outras civilizações usaram cães para defender suas caravanas ou expedições de ataques inimigos. Os conquistadores espanhóis, notavelmente Hernando de Soto, usaram cães de armadura que foram treinados para matar.
Os ingleses usavam cães quando atacavam a Irlanda, e os irlandeses também usavam cães-lobo irlandeses para atacar cavaleiros normandos montados em seus cavalos. Dois ou, às vezes, um cão-lobo conseguiam desmontar um homem com armadura, que era então atacado por um soldado de infantaria.
Mais tarde, Frederico II da Prússia utilizou cães como mensageiros na Rússia durante a Guerra dos Sete Anos. Na França, os cães foram usados para guardar instalações navais até 1770. Os cães também foram usados durante as Guerras Revolucionárias e Imperiais, o mais famoso dos quais foi Moustache ("bigode"), carinhosamente apelidado Mous.

### Logística e transmissões

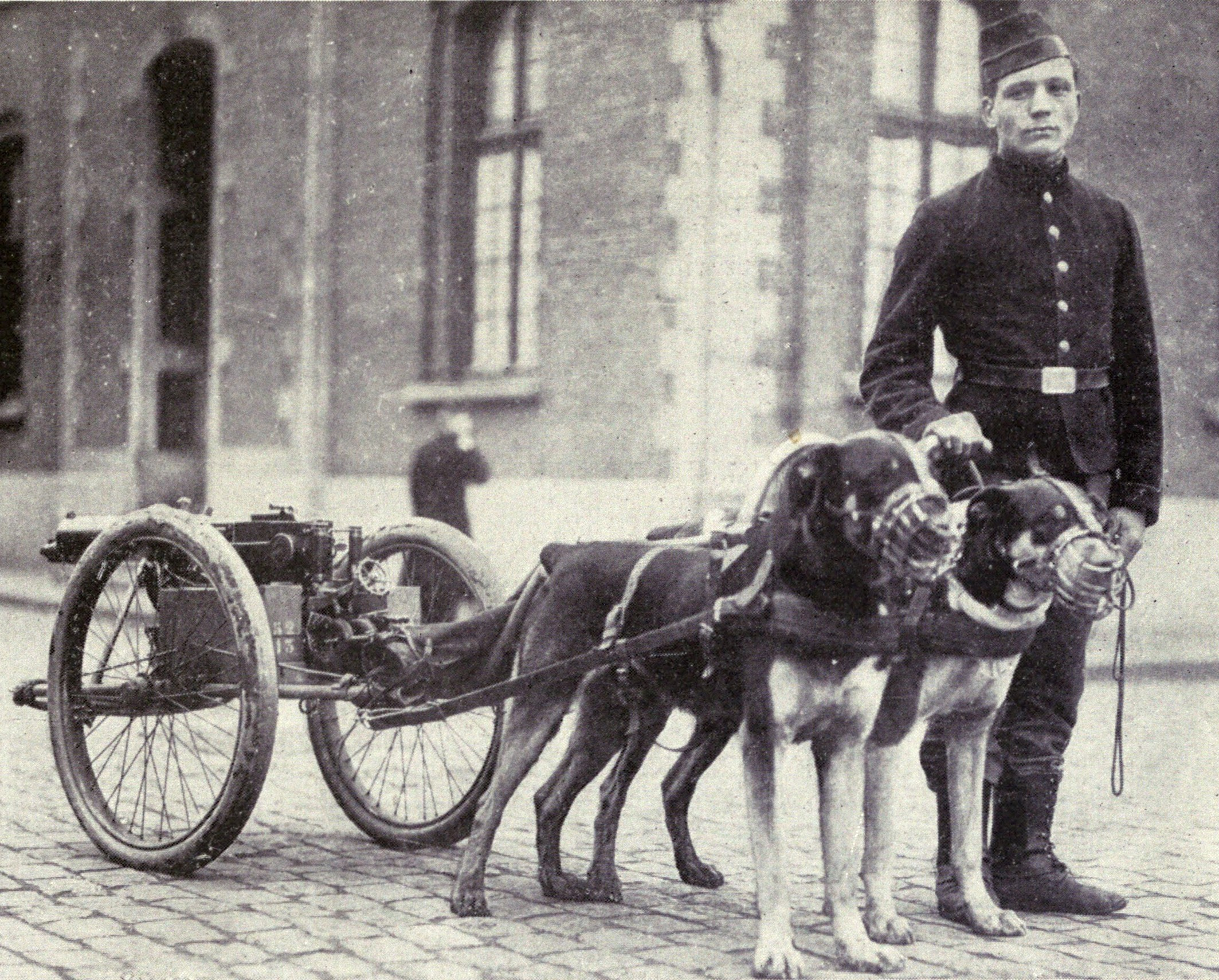
Mastins belgas treinados para puxar armas pesadas durante a Primeira Guerra Mundial.

No início da Primeira Guerra Mundial, vários exércitos europeus usavam cães para puxar pequenas carroças e muitos exércitos europeus adaptaram o processo para fins militares. O Exército Belga usava cães para puxar suas metralhadoras, e outros usavam cães para puxar suprimentos ou feridos em carroças. Os franceses tinham 250 cães no início da Primeira Guerra Mundial. Os holandeses copiaram a ideia e tinham centenas de cães treinados e prontos até o final do conflito (a Holanda permaneceu neutra naquela guerra). Os soviéticos também usaram cães para puxar os feridos para postos de socorro durante a Segunda Guerra Mundial. Os cães eram bem adequados para transportar cargas em terrenos nevados ou com crateras de bombas.
Cães eram frequentemente usados para transportar mensagens durante as batalhas. Eles podiam ser devolvidos silenciosamente a um segundo condutor. Isso exigia um cão leal a dois condutores diferentes, caso contrário, o cão poderia não entregar a mensagem a tempo, ou até mesmo não entregá-la.

### Cão antitanque soviético

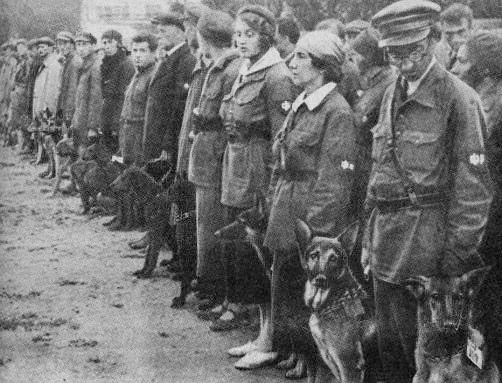
Escola soviética de cães de guerra em 1931.

Durante a Segunda Guerra Mundial, a União Soviética treinou cães para destruir tanques. Esses cães foram inicialmente treinados para encontrar comida sob os tanques. Em seguida, foram submetidos à fome antes de serem utilizados. Soltos perto de tanques inimigos e equipados com bolsas contendo explosivos, os cães entravam sob os tanques acreditando que encontrariam comida ali. Os explosivos foram detonados por um estopim que acendeu quando o dorso do cão se dobrou para passar por baixo do tanque, sacrificando o animal.

Foi relatado que onze veículos blindados alemães foram destruídos em uma única batalha. Eles foram considerados perigosos o suficiente para que os Panzergrenadiers alemães recebessem ordens de atirar ao avistarem qualquer cão. No entanto, os cães não conseguiam distinguir entre tanques alemães e soviéticos e também se assustavam facilmente em combate e com tanques em movimento, apesar de sua fome. O projeto foi posteriormente abandonado pelos soviéticos.

### Sentinelas

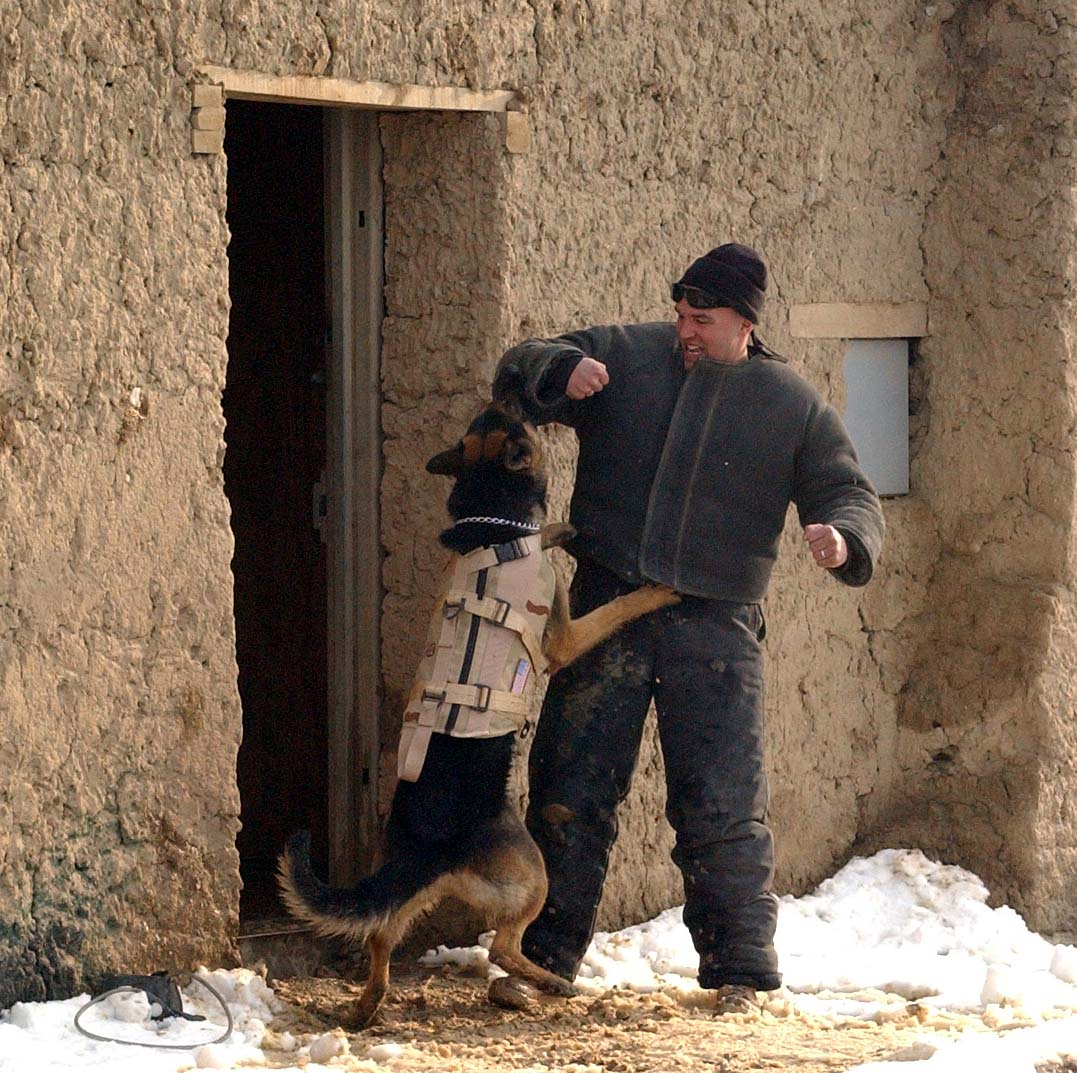
Cão de ataque usando colete à prova de balas em treinamento no Afeganistão.

Um dos primeiros usos militares dos cães, os cães de sentinela, foram usados para defender acampamentos ou outras áreas sensíveis à noite e, às vezes, durante o dia, latindo ou rosnando para alertar os guardas sobre a presença de estranhos.
Durante a Guerra Fria, os militares dos EUA usaram equipes de cães sentinelas fora das áreas de armazenamento de armas nucleares. Um programa de teste foi conduzido no Vietnã para testar os cães sentinelas, lançado dois dias após um ataque bem-sucedido do Viet Cong na Base Aérea de Da Nang (1º de julho de 1965). Quarenta equipes de cães foram enviadas ao Vietnã para um período de teste de quatro meses. Essas equipes foram colocadas em um perímetro na frente de metralhadoras e bunkers. Quando detectaram intrusos, reforços foram rapidamente enviados. O teste foi bem-sucedido, os adestradores de cães retornaram aos Estados Unidos enquanto os cães foram realocados para outros adestradores. A Força Aérea dos EUA então enviou cães sentinelas para todas as bases no Vietnã e na Tailândia.
O aumento das forças americanas no Vietname levou à criação de grandes secções de cães nas bases da Força Aérea dos EUA no Sudeste Asiático: 467 cães foram atribuídos às bases aéreas de Bien Hoa, Bien Thuy, Baía de Cam Ranh, Da Nang, Nha Trang, Tuy Hoa, Phu Cat, Phan Rang, Tan Son Nhut, e Pleiku.
Dentro de um ano do seu emprego, ataques a várias bases foram impedidos devido à detecção de forças vietcongues pelos cães. Um vietcongue capturado testemunhou o medo e o respeito que eles tinham pelos cães. O vietcongue até colocou uma recompensa pelas cabeças dos cães e seus treinadores. O sucesso dos cães sentinelas foi determinado pelo pequeno número de infiltrações bem-sucedidas em bases no Vietnã e na Tailândia. A Associação de Cães de Guerra dos Estados Unidos estima que os cães de guerra salvaram mais de 10.000 vidas americanas no Vietnã. Cães sentinelas foram usados pelo Exército, Marinha e Fuzileiros Navais dos EUA para proteger o perímetro de suas grandes bases.

### Alguns exemplos históricos
O uso de cães na guerra é comum a muitas civilizações. Mas, com o avanço das técnicas de guerra, seu uso evoluiu muito:
- 628 a.C.: Os lídios mobilizam um batalhão separado de cães de combate.
- Século VII a.C.: Aliates (591-560 a.C.), rei da Lídia, usou cães contra os cimérios, de acordo com Polieno.
- 581 a.C.: Guarda das praias de Corinto. Segundo Plutarco, em maio de 581 a.C., os habitantes de Náuplia aproveitaram a celebração da Festa de Afrodite para lançar um ataque surpresa, desembarcando ao anoitecer. As libações haviam enfraquecido a vigilância da população. Dos cinquenta cães designados para o serviço de sentinela (e que dormiam na praia), quarenta e nove foram massacrados, perfurados por flechas. Apenas um cão sobrevivente retornou à cidade e a alertou com latidos. O inimigo foi repelido e a cidade salva. O cão "Soter" foi carregado em triunfo e os coríntios o presentearam com uma coleira de prata; "Soter" significa "salvador" em grego.
- 525 a.C.: Cambises II utilizou grandes cães de combate contra lanceiros e arqueiros egípcios.
- 490 a.C.: Batalha de Maratona - um cão de combate é retratado em um afresco. E em De Natura Animalium, Cláudio Eliano conta como alguns gregos lutaram ao lado de seus cães durante a batalha.
- 385 a.C.: Cerco de Mantineia - cães de combate interrompem os reforços inimigos.
- 101 a.C.: Batalha de Vercelli - Grandes cães kimber liderados por mulheres defendem seus wagenburgos. Durante esta vitória de Mário contra os cimbros (povo germânico), os romanos travaram uma batalha feroz contra os cães que guardavam a bagagem.
- Século I a.C.: No caldeirão de Gundestrup, um cão auxilia seu mestre de capacete que inicia ou santifica guerreiros.
- 101: O exército romano emprega uma companhia de cães de combate por legião.
- 1525: Henrique VIII exporta 400 mastins para apoiar a Espanha.
- 1580: Elizabeth I envia 800 cães de combate para lutar contra as rebeliões geraldinas de Desmond.
- 1799: Napoleão reúne muitos cães de combate à frente de suas tropas de reserva.
- 1915: O exército belga usa Boiadeiros da Flandres para puxar canhões para a frente.
- 1914-1918: Cães são usados pelos beligerantes como mensageiros. Um cão americano, Stubby, é o mais condecorado de todos.
- 1915-1918: Seções de equipes de cães Husky do Alasca trazidas da América do Norte servem ao lado dos franceses para reabastecimento e evacuação de feridos na frente dos Vosges. Esses cães são chamados de poilus do Alasca.[11]
- 1941-1945: Os soviéticos usam cães carregados com explosivos para destruir blindados alemães.
- 1942-1945: O Corpo de Fuzileiros Navais dos Estados Unidos utilizou cães para combater os japoneses no Pacífico. Os cães servem como mensageiros, batedores e caça-minas.
- 1954-1962: Mais de 7.000 cães foram usados pelo exército francês durante a Guerra da Argélia.[12]
- 1966-1973: Aproximadamente 4.000 cães serviram em unidades americanas na Guerra do Vietnã (o Exército dos EUA só começou a contá-los em 1968). Aproximadamente 10.000 soldados americanos serviram como adestradores de cães durante a guerra, e estima-se que as unidades K9 salvaram 10.000 vidas. Quarenta e três militares que trabalhavam com cães e 73 adestradores foram mortos em combate durante a guerra, juntamente com cerca de 281 cães.
- 1979-1988: A União Soviética usa cães novamente na Guerra do Afeganistão.
- 2010: O Exército Britânico cria um regimento de cães.

O uso de cães foi feito por diferentes civilizações, como os romanos ou os gregos, mas foi amplamente abandonado no período moderno da história militar, pois o armamento moderno podia matar cães com muita facilidade, como na Batalha de Okinawa, onde soldados americanos eliminaram um esquadrão de soldados japoneses e seus cães.

## Usos atuais

### Nas forças armadas

#### Mascotes
Cães são frequentemente usados como mascotes em unidades militares. O cão pode ser o cão de um oficial, um cão adotado pela unidade ou um dos cães usados como cães de trabalho. Algumas unidades optam por usar sempre a mesma raça de cão como mascote. Essa presença de mascote visa aumentar o moral das tropas; foi usado muitas vezes para esse propósito nas trincheiras da Primeira Guerra Mundial. O cão Moustache foi o mascote do 40º Regimento de Infantaria durante as Guerras Revolucionária e Napoleônicas.

#### Pesquisa médica

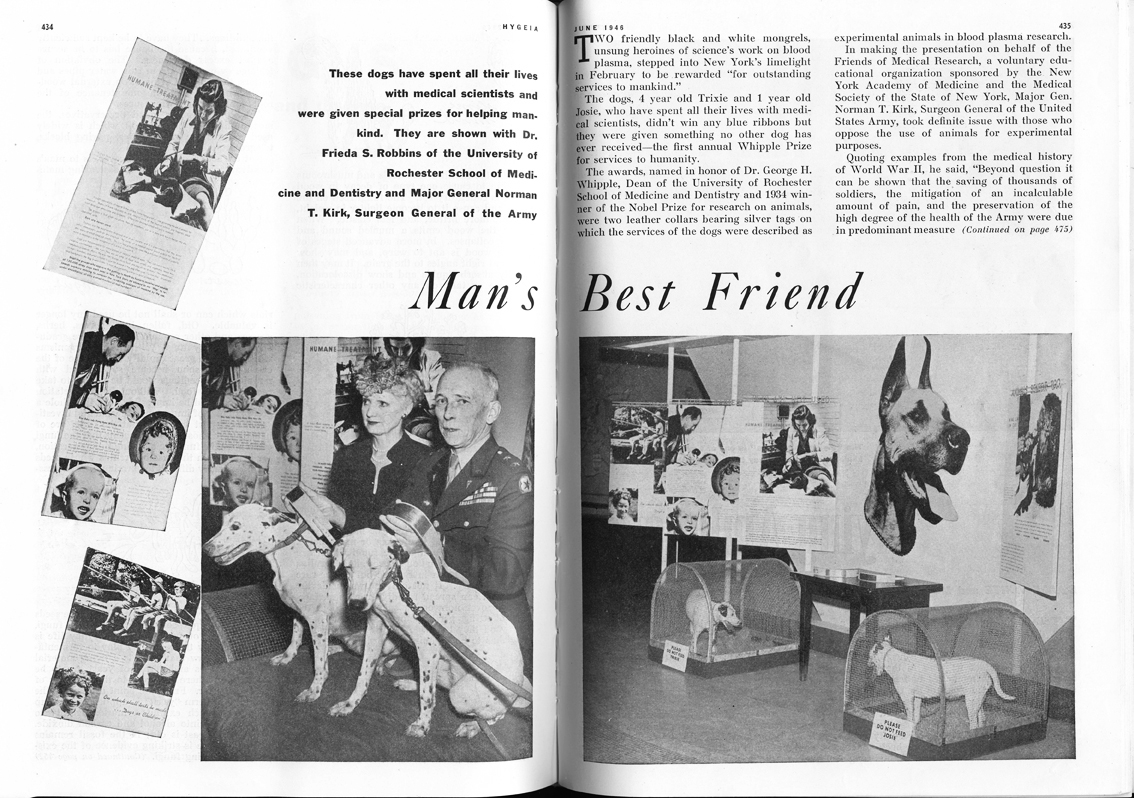
Pesquisadores médicos e seus apoiadores nas Forças Armadas concederam medalhas militares a animais de laboratório para aumentar a importância marcial da experimentação animal. Aqui, o Cirurgião-Geral do Exército dos EUA, Norman T. Kirk, concede medalhas aos cães experimentais Trixie e Josie "por serviços excepcionais prestados à humanidade".

Durante a Segunda Guerra Mundial, os cães assumiram um novo papel na experimentação animal, tornando-se os principais animais para pesquisa médica. A experimentação animal permitiu que os médicos testassem com segurança novos tratamentos em humanos, mas a prática foi criticada após a guerra. O governo dos EUA respondeu declarando os cães heróis.
A Guerra Fria desencadeou um debate acalorado sobre a ética da experimentação animal nos Estados Unidos, particularmente o tratamento de cães durante a Segunda Guerra Mundial. Em 1966, grandes reformas ocorreram com a aprovação da Lei de Bem-Estar de Animais de Laboratório (em inglês:  Laboratory Animal Welfare Act).

#### Detecção e rastreamento

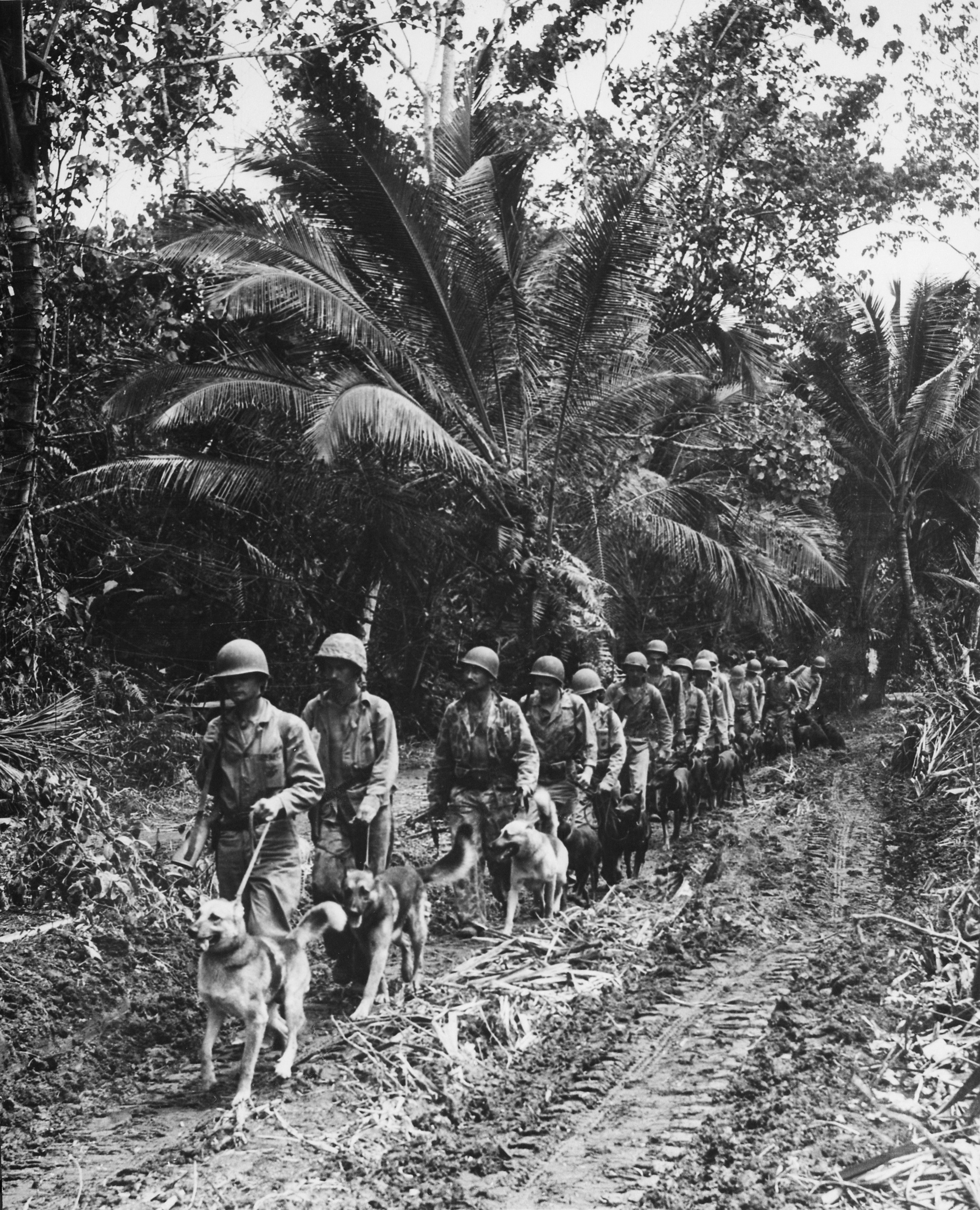
Batedores Raiders do Corpo de Fuzileiros Navais dos Estados Unidos usando cães de reconhecimento ou mensageiros nas linhas de frente em Bougainville, no final de 1943.

Muitos cães foram usados para localizar minas. Eles não se mostraram muito eficazes em condições de combate. A Marinha treinou cães farejadores de minas usando fios elétricos expostos enterrados em profundidades rasas. Os fios aplicavam um choque elétrico no cão, ensinando-o que o perigo espreitava sob a camada superficial. Uma vez que a atenção do cão estava focada, ele era treinado para sinalizar minas inativas espalhadas. Os cães eram bastante eficazes na detecção de minas, mas sua tarefa era tão estressante que eles só conseguiam trabalhar por 20 a 30 minutos de cada vez, constantemente antecipando choques elétricos, que eram anormais para eles. Por serem muito nervosos, sua vida útil não era muito longa. Experimentos com ratos mostraram que essa tendência poderia ser levada ao extremo, com alguns ratos se encolhendo em cantos e até morrendo de fome para evitar a possibilidade de um choque elétrico.

Historicamente, os cães também têm sido usados em muitos casos para rastrear fugitivos ou tropas inimigas, sobrepondo-se parcialmente às funções de um cão farejador ou de reconhecimento. A diferença reside no fato de que um cão rastreador rastreia uma trilha pelo cheiro, em vez de latir para alertar seu dono ao reconhecer um cheiro memorizado.

#### Esclarecedores

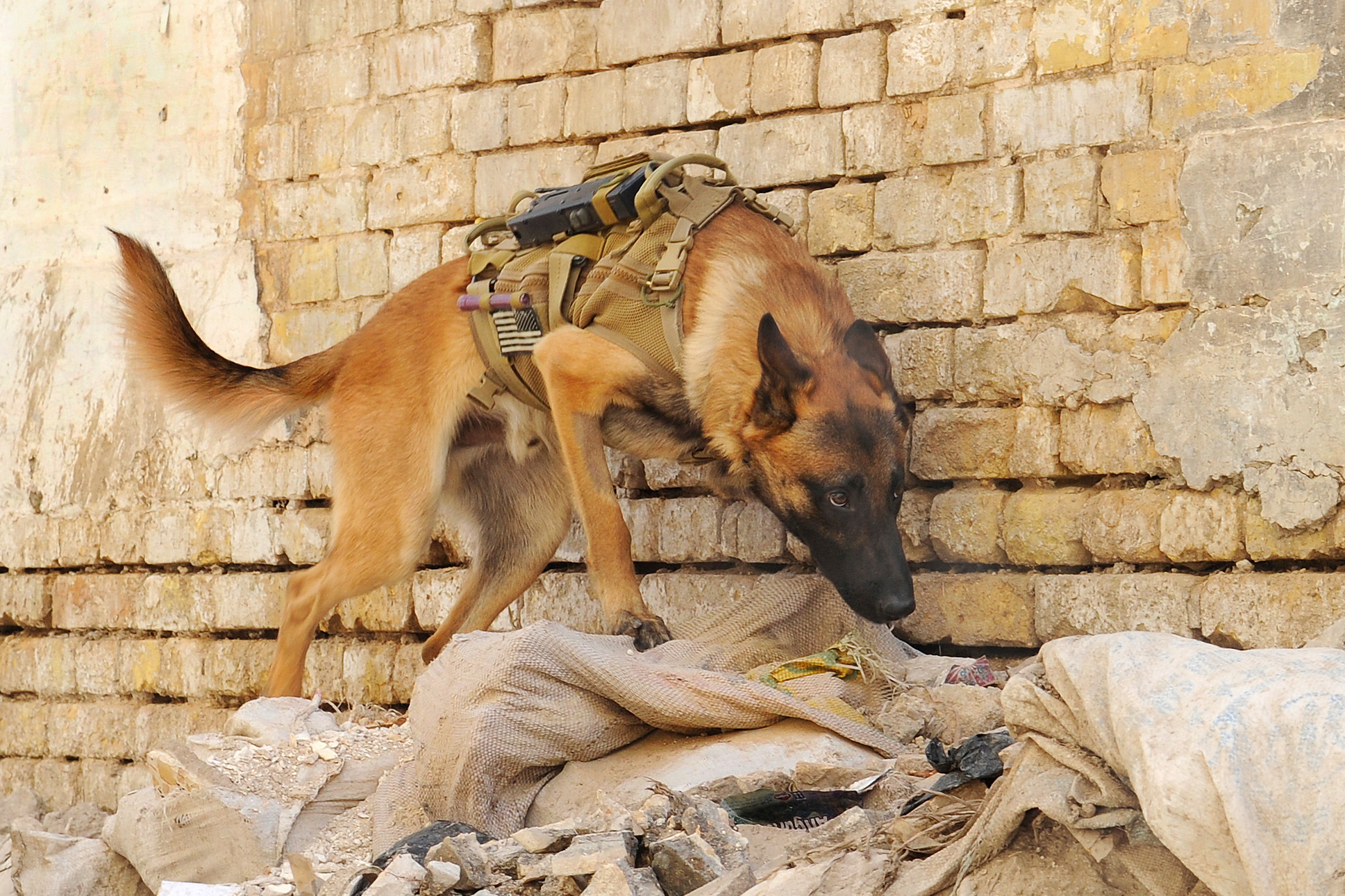
Andy, um cão de serviço do Exército dos EUA, em ação, vasculhando os escombros de um prédio no Iraque em 2009.

Alguns cães foram treinados para localizar dispositivos com armadilhas e detectar inimigos em emboscadas. O olfato e a audição de um cão os tornariam muito mais eficazes na detecção desses perigos do que os humanos. Cães de reconhecimento foram usados pelos Estados Unidos durante a Segunda Guerra Mundial, na Coreia e no Vietnã para detectar emboscadas, esconderijos de armas ou combatentes inimigos escondidos debaixo d'água. Os Estados Unidos operaram vários pelotões de cães de reconhecimento e estabeleceram uma escola para treinamento de cães em Fort Benning, na Geórgia.

### Nas forças policiais

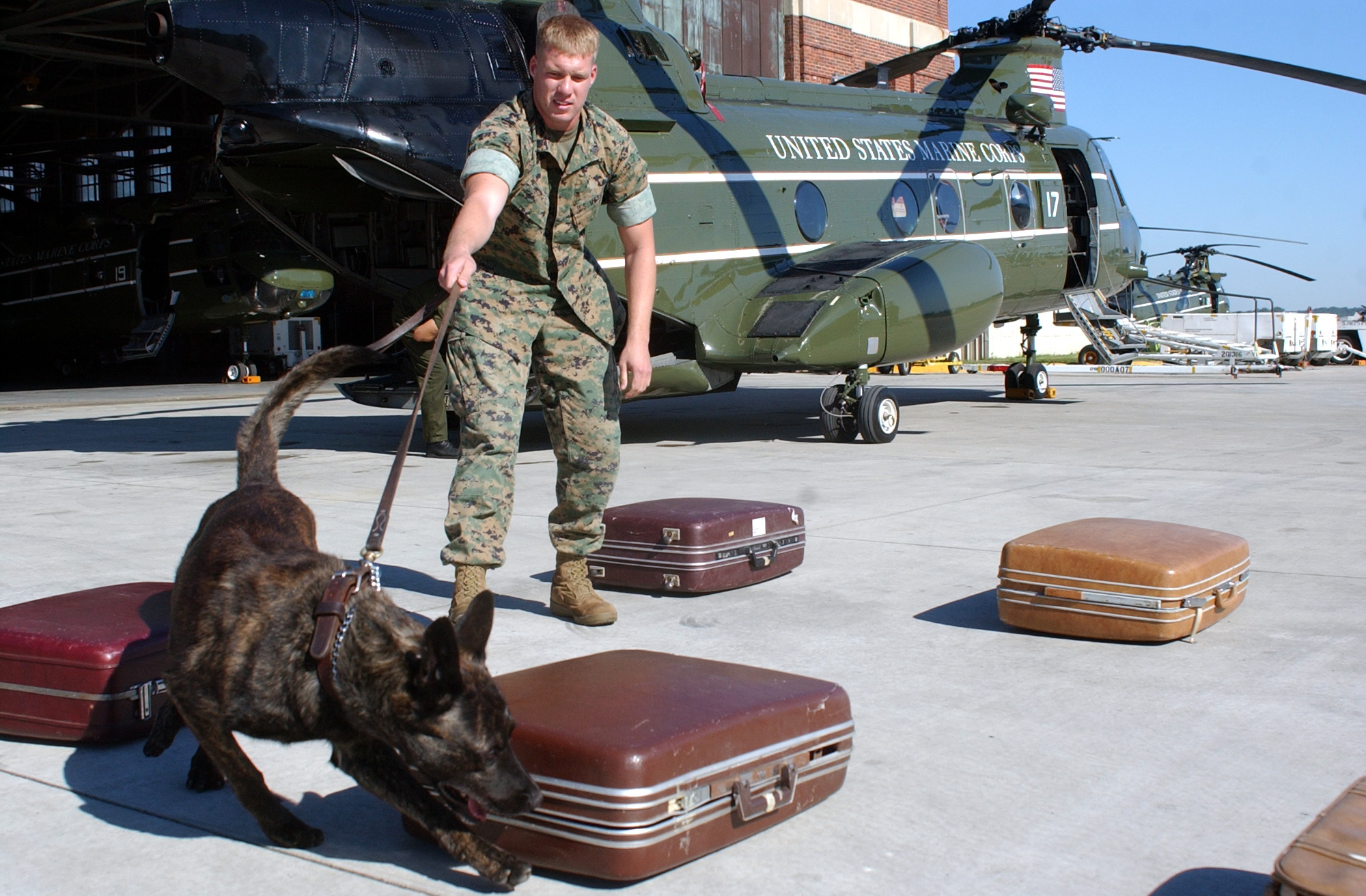
Um cão inspeciona bagagem em frente a um helicóptero CH-46.

Hoje em dia, os cães ainda desempenham um papel nas forças armadas, principalmente como cães policiais. Seus papéis ainda são variados, mas raramente são colocados na linha de frente.
Tradicionalmente, a raça mais comum de cão policial é o pastor alemão. Nos últimos anos, as Forças Armadas dos Estados Unidos têm optado por cães menores, com olfato mais apurado, para trabalhos de detecção, e raças mais resistentes, como o Malinois Belga e o Pastor Holandês, para patrulhas. Todos os cães em serviço são apegados a uma única pessoa, após o treinamento.
Na década de 1970, a Força Aérea dos EUA operava mais de 1.600 cachorros em todo o mundo. Em 2003, havia aproximadamente 530 cães estacionados em todo o mundo. Muitos dos cães que operam nessas funções são treinados na Base Aérea de Lackland, no Texas, a única base nos Estados Unidos que atualmente treina cães para fins militares. Também houve mudanças na legislação dos EUA para beneficiar os cães. Antes de 2000, os cães militares mais velhos eram obrigados a ser eutanasiados. Graças a uma nova lei, cães aposentados agora podem ser adotados. O primeiro cão a ser beneficiado foi Lex, um cão adestrador foi morto no Iraque.
Nos Estados Unidos, há vários memoriais dedicados a cães militares no Museu Aéreo de March Field, na Califórnia; na Escola de Infantaria em Fort Benning, na Geórgia; em Guam, na Faculdade de Veterinária da Universidade do Tennessee, em Knoxville, e no Centro de Pesquisa do Corpo de Fuzileiros Navais Alfred M. Gray, em Quântico, Virgínia.
Na França, na década de 2010, o 132º Batalhão Canino do Exército (132e BCAT) administrou toda a força canina do Exército Francês e comprou cerca de 250 cães para uso de todos os exércitos franceses e de vários ministérios e departamentos governamentais. Na Bélgica, a Unidade Cinológica Interforces gere todos os cães das forças armadas belgas, ou seja, 258 em 2017, um número que, segundo as previsões, deverá cair para entre 80 e 130 em 2030.

#### Polícia
Como parceiros diários no trabalho policial, os cães provaram ser agentes versáteis e leais. Cães policiais podem perseguir suspeitos, localizá-los se estiverem escondidos e protegê-los quando capturados. Eles são treinados para reagir violentamente se seu dono for atacado e, caso contrário, não reagir até que seu dono ordene. Muitos cães policiais também são treinados para detecção.

#### Detecção de drogas e explosivos
Cães de trabalho militares e seus equivalentes civis podem ser treinados para detectar drogas, graças à sua capacidade de farejar uma ampla gama de substâncias psicoativas e frustrar tentativas de acobertamento. Cães de trabalho podem detectar traços mínimos de qualquer substância. Esses auxiliares caninos são usados principalmente em portos de embarque, como aeroportos, postos de controle e outros locais que exigem medidas reforçadas de segurança e combate ao contrabando.
Cães de trabalho também podem ser treinados para detectar explosivos e, assim, são capazes de detectar quantidades mínimas de uma ampla gama de substâncias, o que os torna particularmente úteis para buscas em instalações sensíveis, seus pontos de entrada e postos de controle. Eles são capazes de atingir uma taxa de sucesso de mais de 98% na detecção de bombas.

#### Intimidação

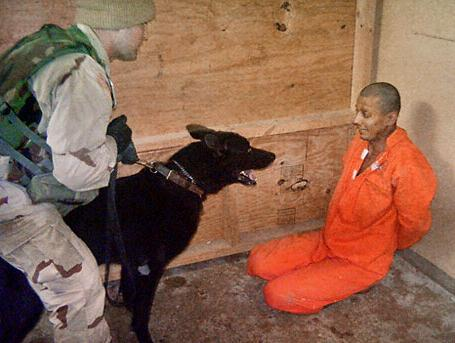
Um prisioneiro algemado é intimidado por um soldado americano usando um cachorro na prisão de Abu Ghraib. Foto publicada pelo Washington Post em maio de 2004.

O uso de cães militares contra prisioneiros pelos Estados Unidos durante as recentes guerras no Afeganistão e no Iraque tem sido altamente controverso:
- Guerra no Iraque: Os Estados Unidos usaram cães para intimidar detidos em prisões iraquianas. Em depoimento ao tribunal após as revelações de abusos contra prisioneiros de Abu Ghraib, foi declarado que o Coronel Thomas M. Pappas aprovou o uso de cães para interrogatórios. O Soldado Ivan L. Frederick testemunhou que os interrogadores estavam autorizados a usar cães e que um interrogador apresentou uma lista de celas que ele queria que os adestradores visitassem. "Eles tinham permissão para usá-los para intimidar os detentos", disse Frederick. Dois soldados, o sargento Santos A. Cardona e o sargento Michael J. Smith, foram posteriormente processados por maltratar detentos e intimidar prisioneiros com cães sem focinheira, fazendo com que eles os ameaçassem ou atacassem. Os promotores destacaram um incidente que foi fotografado, quando dois homens deixaram um preso nu e deixaram os cães morderem cada coxa enquanto o prisioneiro se encolhia de medo.[19]
- Baía de Guantánamo: Acredita-se que o uso de cães em prisioneiros no Iraque tenha se originado de práticas na base de Guantánamo.[19] O uso de cães em prisioneiros pelas forças dos EUA foi proibido por Donald Rumsfeld em abril de 2003. Poucos meses depois, após revelações de abusos em Abu Ghraib, incluindo o uso de cães para aterrorizar prisioneiros nus, Rumsfeld emitiu uma ordem proibindo seu uso pelas forças regulares dos EUA no Iraque.

#### Outras funções
Cães de guerra continuam a servir como sentinelas, rastreadores, cães de busca e salvamento, batedores e mascotes. Cães aposentados são frequentemente adotados como animais de estimação ou cães de terapia.

## Galeria

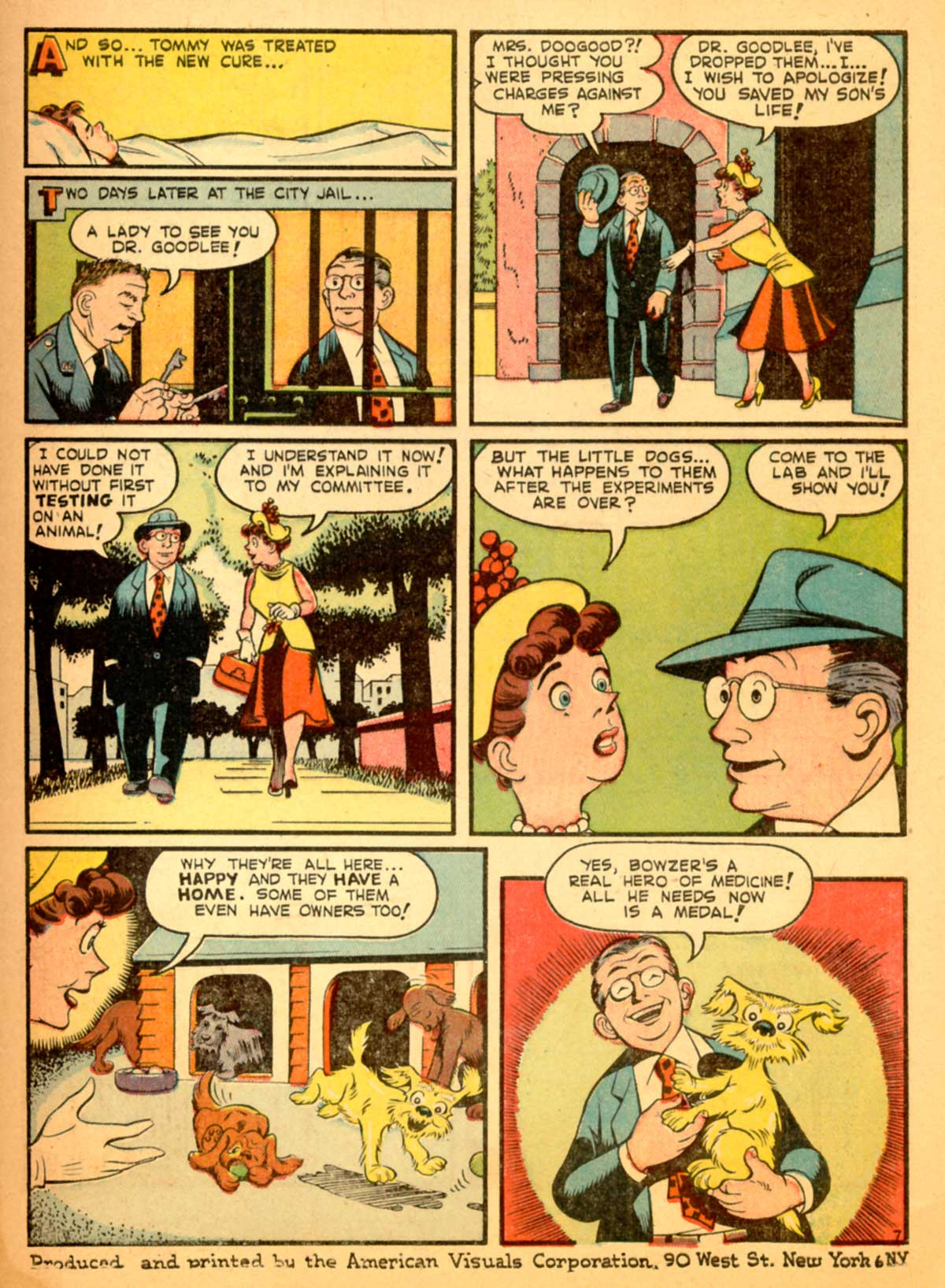
História em quadrinhos do pós-Segunda Guerra Mundial mostrando o papel fundamental dos cães na pesquisa médica.
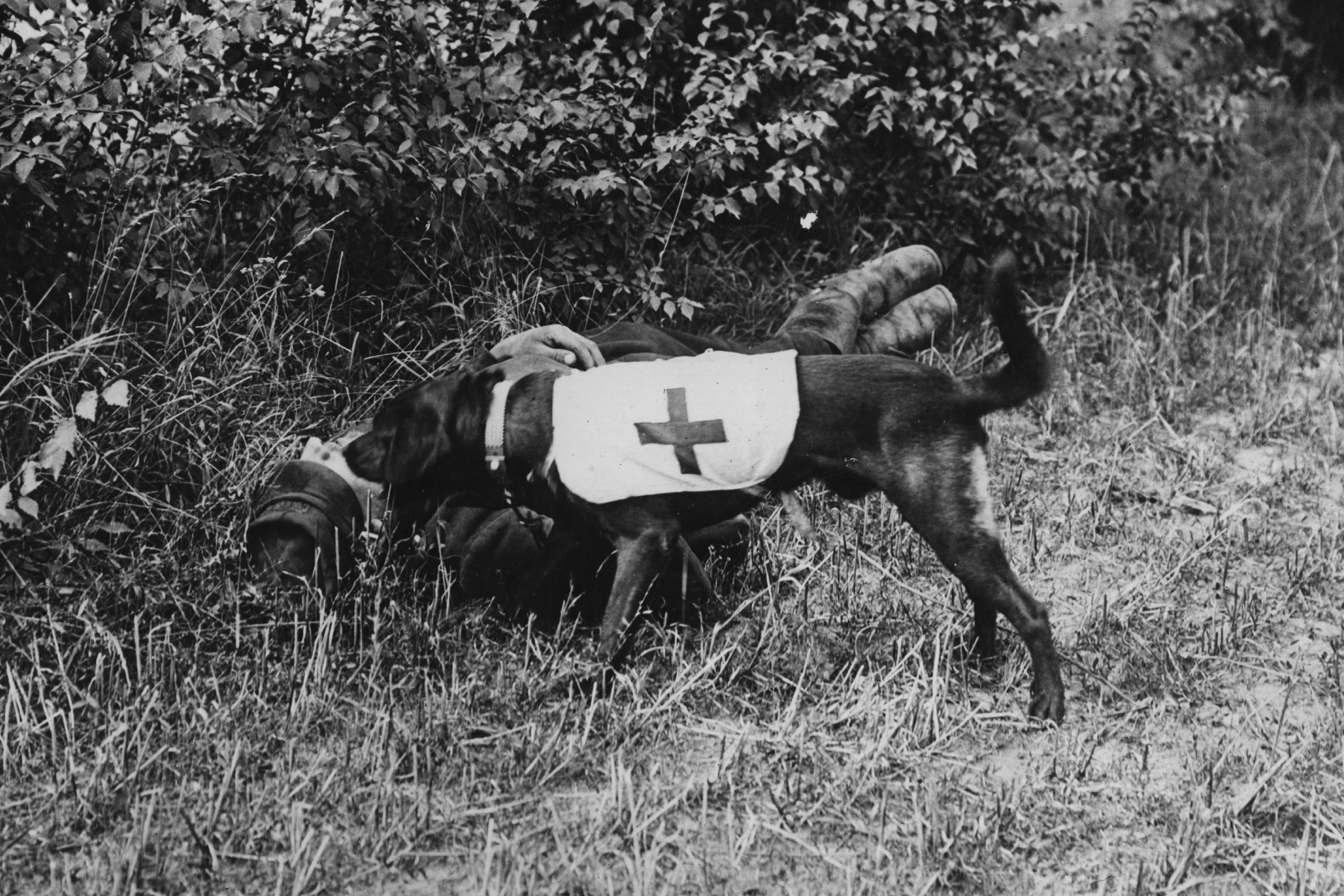
Cão de busca de baixas em campos de batalha.
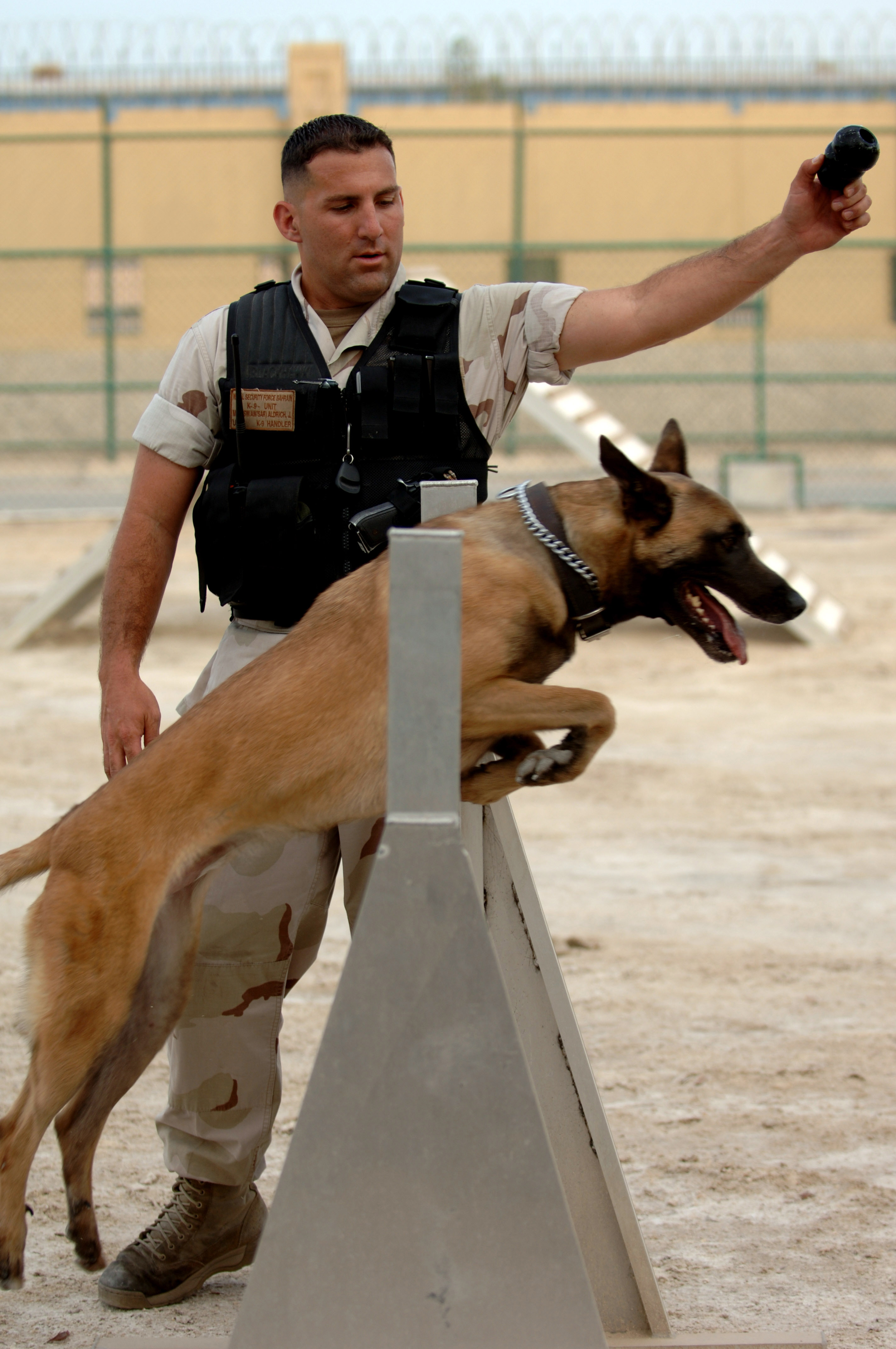
Força de segurança K-9 da Marinha em treinamento.
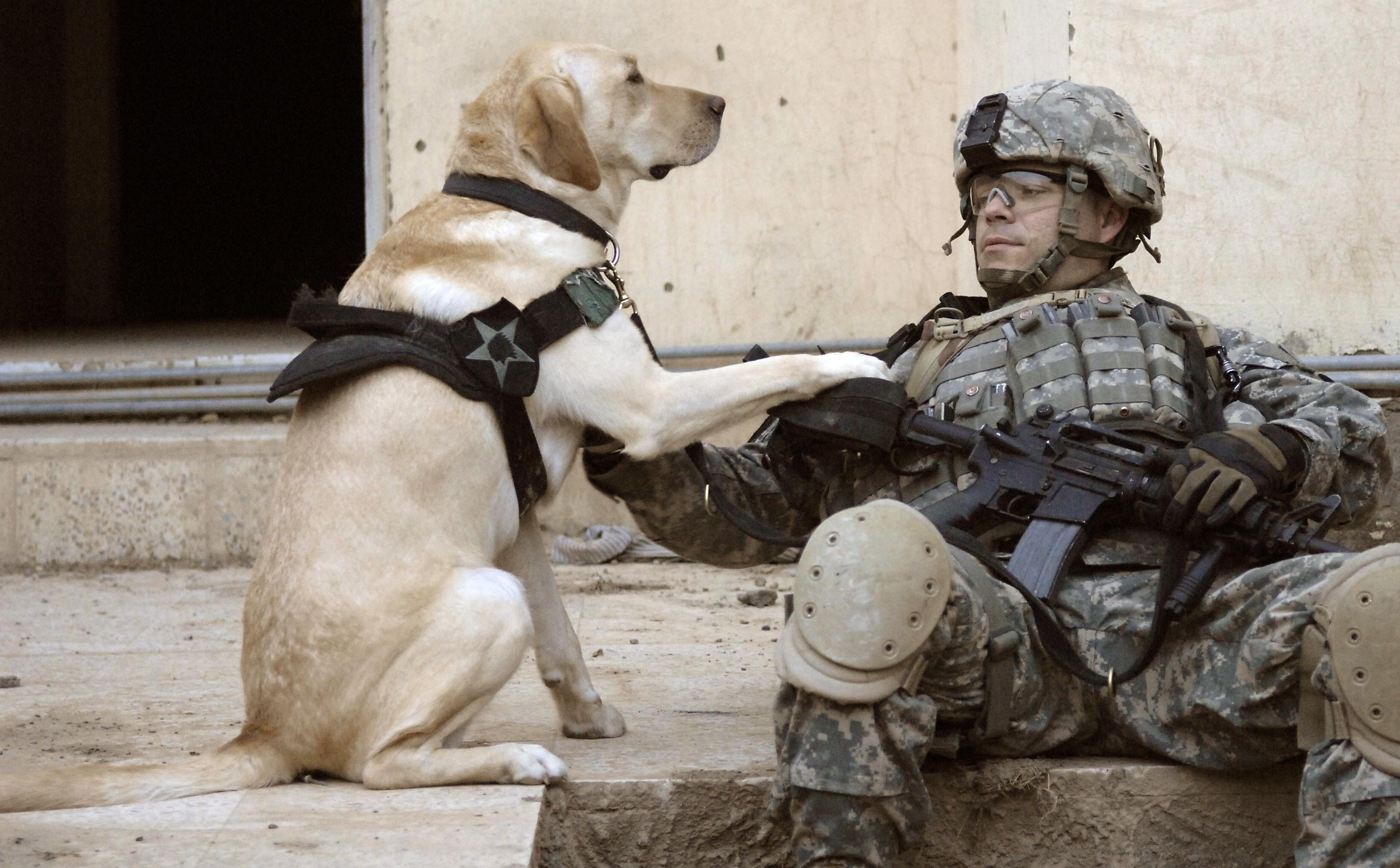
Um soldado americano e seu cachorro esperam antes de liderar um assalto contra insurgentes no Iraque em 2007.
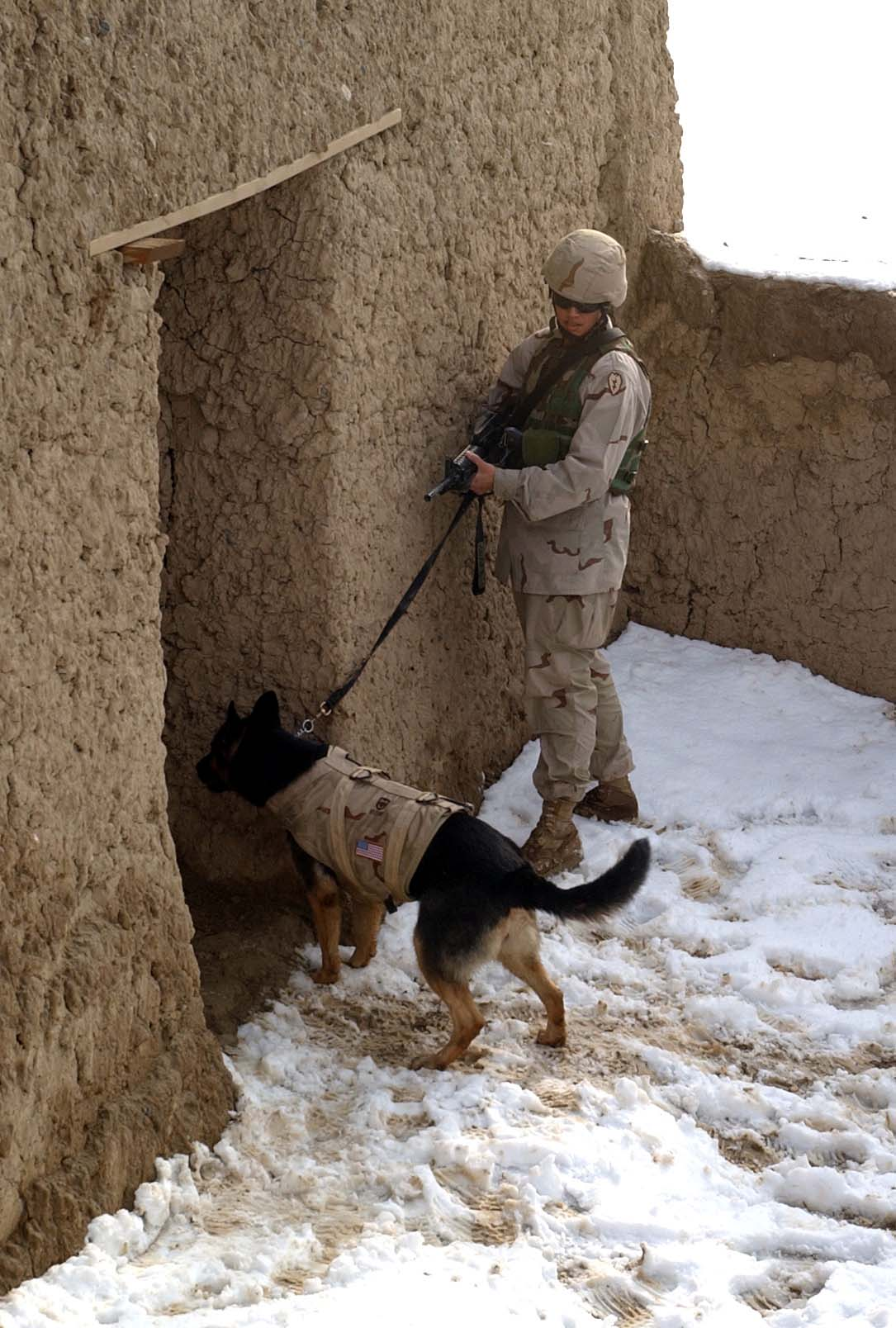
Cão do Exército dos EUA usando colete à prova de balas no Afeganistão.